# Ariel Ortega
Arnaldo Ariel Ortega (ur. 4 marca 1974 w Libertador General San Martín) – argentyński piłkarz występujący najczęściej na pozycji ofensywnego pomocnika.
W czasie kariery przezywany el Burrito (Osiołek).

## Kariera piłkarska
Ortega jest wychowankiem stołecznego River Plate, w którym zadebiutował w grudniu 1991 roku, w spotkaniu przeciwko Platense. Pomocnik szybko otrzymał łatkę dużego talentu. Niski wzrost, przyśpieszenie z piłka przy nodze i świetna technika wzbudziła natychmiastowe skojarzenia z Diego Maradoną, a Ortegę szybko okrzyknięto jego następcą.
Po sześciu latach, owocnej gry dla River, zwieńczonej wygraną w Copa Libertadores, zawodnik przeniósł się na Stary Kontynent, zostając w styczniu 1997 roku piłkarzem hiszpańskiej Valencii FC. Po półtora roku, Argentyńczyk kolejny raz zmienił klub, przechodząc do Sampodrii Genua, jako zastępstwo odchodzącego Juana Sebastiana Verona. Rok później – po spadku zespołu do niżej ligi – Ortega został kupiony przez Parmę, z którą wywalczył Superpuchar Włoch. Tam też nie zagościł na długo i latem 2000 roku powrócił do River Plate, w ramach rekompensat za wcześniejszy transfer Hernana Crespo.
W 2002 roku piłkarz został zakupiony przez tureckie Fenerbahce za kwotę 6,5 miliona euro. W Turcji forma Ortegi odżyła, a piłkarz miał swój udział w wygranej (6-0) nad lokalnym rywalem Galatasarayem Stambuł. Sielanka nie trwała długo – piłkarz spóźnił się z powrotem ze zgrupowania reprezentacji Argentyny, a sytuacja ta doprowadziła Turków do wrzenia, w efekcie czego nałożyli na Ortegę karę jedenastu milionów dolarów oraz skierowali sprawę do FIFA. Ostatecznie Sportowy Sąd Arbitrażowy zawiesił Argentyńczyka na okres czterech miesięcy, po których został wolnym zawodnikiem.
W 2004 roku został piłkarzem Newell’s Old Boys, gdzie grał przez dwa lata. W czerwcu 2006 po raz trzeci w karierze został piłkarzem River Plate. Mimo regularnej gry, jego pobył naznaczony zmaganiami z alkoholizmem. Z klubu był trzykrotnie wypożyczany – w 2008 rok do Indepediente, w 2011 do All Boys i Defensores de Belgrano.
W 2012 roku, piłkarz zakończył karierę.

## Kariera reprezentacyjna
W reprezentacji Argentyny zadebiutował w 1993 roku w spotkaniu przeciwko Niemcom rozegranym w Miami.
Był częścią kadry Albicelestes na Mistrzostwach Świata 1994, na turnieju zagrał w meczu z Grecją oraz w ostatnim spotkaniu 1/8 finału z Rumunią. Cztery lata później na Mistrzostwach Świata we Francji był jedną z gwiazd zespołu. Argentyńczycy zostali wyeliminowani z turnieju przez Holendrów, w trakcie spotkania Ortega został wyrzucony z boiska za uderzenie głową bramkarza Edwina Van Der Sara. Piłkarz znalazł się w kadrze zespołu na kolejny turniej w Korei i Japonii. W trakcie mundialu, w spotkaniu ze Szwecją, Ortega zmarnował rzut karny, po dobitce którego Hernan Crespo strzelił gola. Ostatecznie Argentyńczycy odpadli już w fazie grupowej.
Wraz z reprezentacją U-23 zdobył srebrny medal Igrzysk Olimpijskich w Atlancie. Uczestnik jednego turnieju o Copa America (1995) i Pucharu Konfederacji (1995), na którym zdobył drugie miejsce.
Swój ostatni występ w narodowych barwach rozegrał aż siedemnaście lat od debiutu. W kwietniu 2010 roku, Ortega został powołany przez selekcjonera Diego Maradonę na spotkanie z Haiti, na które powołani zostali tylko zawodnicy grający w lidze argentyńskiej.
Łącznie w barwach narodowych rozegrał 87 spotkań i strzelił 16 goli.

## Statystyki

### Klub
| Klub      | Klub              | Klub               | Liga  | Liga | Puchar | Puchar | Kontynentalne | Kontynentalne | Razem | Razem |
| Sezon     | Klub              | Liga               | Mecze | Gole | Mecze  | Gole   | Mecze         | Gole          | Mecze | Gole  |
| Argentyna | Argentyna         | Argentyna          | Liga  | Liga | Puchar | Puchar | CONMEBOL      | CONMEBOL      | Razem | Razem |
| --------- | ----------------- | ------------------ | ----- | ---- | ------ | ------ | ------------- | ------------- | ----- | ----- |
| 1991–92   | River Plate       | Primera División   | 14    | 1    |        |        | –             | –             | 14    | 1     |
| 1992–93   | River Plate       | Primera División   | 27    | 5    | 5      | 0      | 32            | 5             |       |       |
| 1993–94   | River Plate       | Primera División   | 29    | 4    | –      | –      | 29            | 4             |       |       |
| 1994–95   | River Plate       | Primera División   | 25    | 7    | 10     | 1      | 35            | 8             |       |       |
| 1995–96   | River Plate       | Primera División   | 23    | 7    | 10     | 2      | 33            | 9             |       |       |
| 1996–97   | River Plate       | Primera División   | 16    | 6    | –      | –      | 16            | 6             |       |       |
| Hiszpania | Hiszpania         | Hiszpania          | Liga  | Liga | Puchar | Puchar | UEFA          | UEFA          | Razem | Razem |
| 1996–97   | Valencia          | La Liga            | 12    | 7    | 0      | 0      |               |               | 12    | 7     |
| 1997–98   | Valencia          | La Liga            | 20    | 2    | 3      | 0      | 23            | 2             |       |       |
| Włochy    | Włochy            | Włochy             | Liga  | Liga | Puchar | Puchar | UEFA          | UEFA          | Razem | Razem |
| 1998–99   | UC Sampdoria      | Serie A            | 27    | 8    | 4      | 1      | 0             | 0             | 31    | 9     |
| 1999–00   | Parma             | Serie A            | 18    | 3    | 1      | 0      | 2             | 0             | 21    | 0     |
| Argentyna | Argentyna         | Argentyna          | Liga  | Liga | Puchar | Puchar | CONMEBOL      | CONMEBOL      | Razem | Razem |
| 2000–01   | River Plate       | Primera División   | 27    | 9    |        |        | 8             | 1             | 35    | 10    |
| 2001–02   | River Plate       | Primera División   | 29    | 14   | 6      | 1      | 35            | 15            |       |       |
| Turcja    | Turcja            | Turcja             | Liga  | Liga | Puchar | Puchar | UEFA          | UEFA          | Razem | Razem |
| 2002–03   | Fenerbahçe        | Süper Lig          | 14    | 5    | 0      | 0      | 6             | 0             | 20    | 5     |
| Argentyna | Argentyna         | Argentyna          | Liga  | Liga | Puchar | Puchar | CONMEBOL      | CONMEBOL      | Razem | Razem |
| 2004–05   | Newell’s Old Boys | Primera División   | 24    | 5    |        |        |               |               | 24    | 5     |
| 2005–06   | Newell’s Old Boys | Primera División   | 29    | 6    | 7      | 0      | 36            | 6             |       |       |
| 2006–07   | River Plate       | Primera División   | 18    | 4    | 3      | 0      | 21            | 4             |       |       |
| 2007–08   | River Plate       | Primera División   | 26    | 4    | 9      | 2      | 35            | 6             |       |       |
| 2008–09   | Independiente     | Primera B Nacional | 25    | 4    |        |        | 25            | 4             |       |       |
| 2009–10   | River Plate       | Primera División   | 13    | 2    | 2      | 0      | 15            | 2             |       |       |
| Razem     | Argentyna         | Argentyna          | 325   | 78   |        |        | ?             | ?             | ?     | ?     |
| Razem     | Spain             | Spain              | 32    | 9    | 3      | 0      | 0             | 0             | 35    | 8     |
| Razem     | Italy             | Italy              | 45    | 11   | 5      | 1      | 2             | 0             | 52    | 1     |
| Razem     | Turkey            | Turkey             | 14    | 5    | 0      | 0      | 6             | 0             | 20    | 5     |
| Łącznie   | Łącznie           | Łącznie            | 416   | 103  | 8      | 1      | 8             | 0             | ?     | ?     |

### Reprezentacyjne
| Argentyna | Argentyna | Argentyna |
| Rok       | Mecze     | Gole      |
| --------- | --------- | --------- |
| 1993      | 1         | 0         |
| 1994      | 10        | 0         |
| 1995      | 16        | 2         |
| 1996      | 7         | 3         |
| 1997      | 9         | 1         |
| 1998      | 13        | 5         |
| 1999      | 7         | 2         |
| 2000      | 11        | 3         |
| 2001      | 7         | 0         |
| 2002      | 4         | 0         |
| 2003      | 1         | 0         |
| 2004      | 0         | 0         |
| 2005      | 0         | 0         |
| 2006      | 0         | 0         |
| 2007      | 0         | 0         |
| 2008      | 0         | 0         |
| 2009      | 0         | 0         |
| 2010      | 1         | 0         |
| Razem     | 87        | 16        |

## Sukcesy

### Klubowe
River Plate
- Primera División: 1991 Apertura, 1993 Apertura, 1994 Apertura, 1996 Apertura, 2002 Clausura, 2008 Clausura
- Copa Libertadores: 1996

Parma
- Superpuchar Włoch: 1999

Newell’s Old Boys
- Primera División: 2004 Apertura

### Reprezentacyjne
Argentyna U-23
- Igrzyska panamerykańskie: 1995
- Srebrny medal Igrzysk olimpijskich: 1996

### Argentyna
- Srebrny medal Pucharu Konfederacji: 1995

### Indywidualne
- Drużyna roku Ameryki Południowej: 1994, 1996, 2001, 2002